# Otto Brinkmann
Otto Georg Werner Brinkmann (ur. 5 lipca 1910 w Osnabrück, zm. 5 lutego 1985 w Enger) – zbrodniarz nazistowski, członek załogi niemieckich obozów koncentracyjnych Buchenwald, Neuengamme, Mittelbau-Dora oraz SS-Hauptscharführer.
Służbę obozową rozpoczął w 1939 w Buchenwaldzie, gdzie pozostał do 1941 i pełnił tam funkcję Rapportführera. Identyczne stanowisko sprawował w latach 1941 - 1944 w Neuengamme, po czym, w styczniu 1944, został Rapportführerem w Mittelbau-Dora. W listopadzie 1944 Brinkmanna mianowano komendantem podobozu Mittelbau-Dora - Ellrich-Juliushütte. Funkcję tę pełnił do kwietnia 1945. Wielokrotnie brał udział w egzekucjach przez rozstrzelanie i powieszenie. Nieustannie znęcał się nad więźniami, przeprowadzając mordercze apele i bijąc ich na każdym kroku.
Brinkmann został osądzony po zakończeniu wojny przez amerykański Trybunał Wojskowy w Dachau w procesie załogi Mittelbau-Dora (US vs. Kurt Andrae i inni). Za swoje zbrodnie skazany został na karę dożywotniego pozbawienia wolności. Z więzienia Landsberg zwolniono go 9 maja 1958.